# 羽叶蛇葡萄
羽叶蛇葡萄（学名：Ampelopsis chaffanjonii）是葡萄科蛇葡萄属的植物，为中国的特有植物。分布在中国大陆的四川、安徽、湖南、云南、江西、贵州、湖北、广西等地，生长于海拔500米至2,000米的地区，一般生于山坡疏林及沟谷灌丛，目前尚未由人工引种栽培。